# Porte-savon
Un porte-savon est un accessoire destiné à supporter un savon en bloc (pain, cube, formes ovalisées...). Le porte-savon est pourvu d'un système d’égouttage, qui évite au savon de fondre trop rapidement.
L'histoire du porte-savon remonte à plusieurs siècles. le savon a été utilisé depuis l'antiquité pour l'hygiène personnelle, mais il n'était pas toujours sous forme solide comme nous le connaissons aujourd'hui.
les premiers porte-savons étaient simples et fonctionnels, souvent fabriqués à partir de matériaux disponibles localement tels que la pierre, le bois ou la céramique. ces porte-savons étaient conçus pour permettre au savon de sécher entre les utilisations, ce qui aidait à prolonger sa durée de vie et à éviter qu'il ne devienne gluant ou humide.
Placé dans une salle de bains ou dans des toilettes ou dans une cuisine à proximité d'un lavabo ou d'un évier, il peut être inclus dans la forme d'un lavabo, placé comme objet sur une tablette ou fixé au mur par des vis et cheville.
Les porte-savons sont généralement fabriqués en porcelaine sanitaire, en acier ou en matière synthétique.
Le porte-savon est un accessoire ingénieux qui trouve sa place dans divers espaces tels que les salles de bains, les toilettes et les cuisines, à proximité des lavabos, éviers et robinets. Son rôle principal est de fournir un support pratique et esthétique pour les savons en bloc tels que les pains, cubes ou formes ovalisées.
Doté d'un design fonctionnel, le porte-savon est conçu pour permettre à l'eau excédentaire de s'écouler, empêchant ainsi le savon de fondre prématurément et prolongeant ainsi sa durée de vie. Cela en fait un accessoire à la fois économique et respectueux de l'environnement, car il réduit le gaspillage de savon.
Les possibilités d'installation du porte-savon sont variées. Il peut être intégré discrètement dans la forme d'un lavabo, posé sur une tablette ou fixé au mur à l'aide de vis et de chevilles pour un aspect plus moderne et organisé. Cette polyvalence en termes d'installation permet aux utilisateurs de l'adapter facilement à leur espace et à leurs préférences esthétiques.
Les matériaux de fabrication du porte-savon varient en fonction des besoins et des préférences des consommateurs. Les modèles traditionnels sont souvent fabriqués en porcelaine sanitaire, offrant une touche de sophistication et de durabilité. Les versions modernes peuvent être conçues à partir d'acier inoxydable pour un aspect résistant à la corrosion, ou en matières synthétiques pour leur légèreté et leur facilité d'entretien.

En somme, le porte-savon est bien plus qu'un simple accessoire pratique ; c'est un élément fonctionnel et décoratif qui contribue à l'organisation de l'espace et au maintien de l'hygiène personnelle. Son rôle dans la prolongation de la vie utile du savon en fait un choix intelligent pour ceux qui recherchent une approche durable et économique de leur routine de toilette quotidienne.

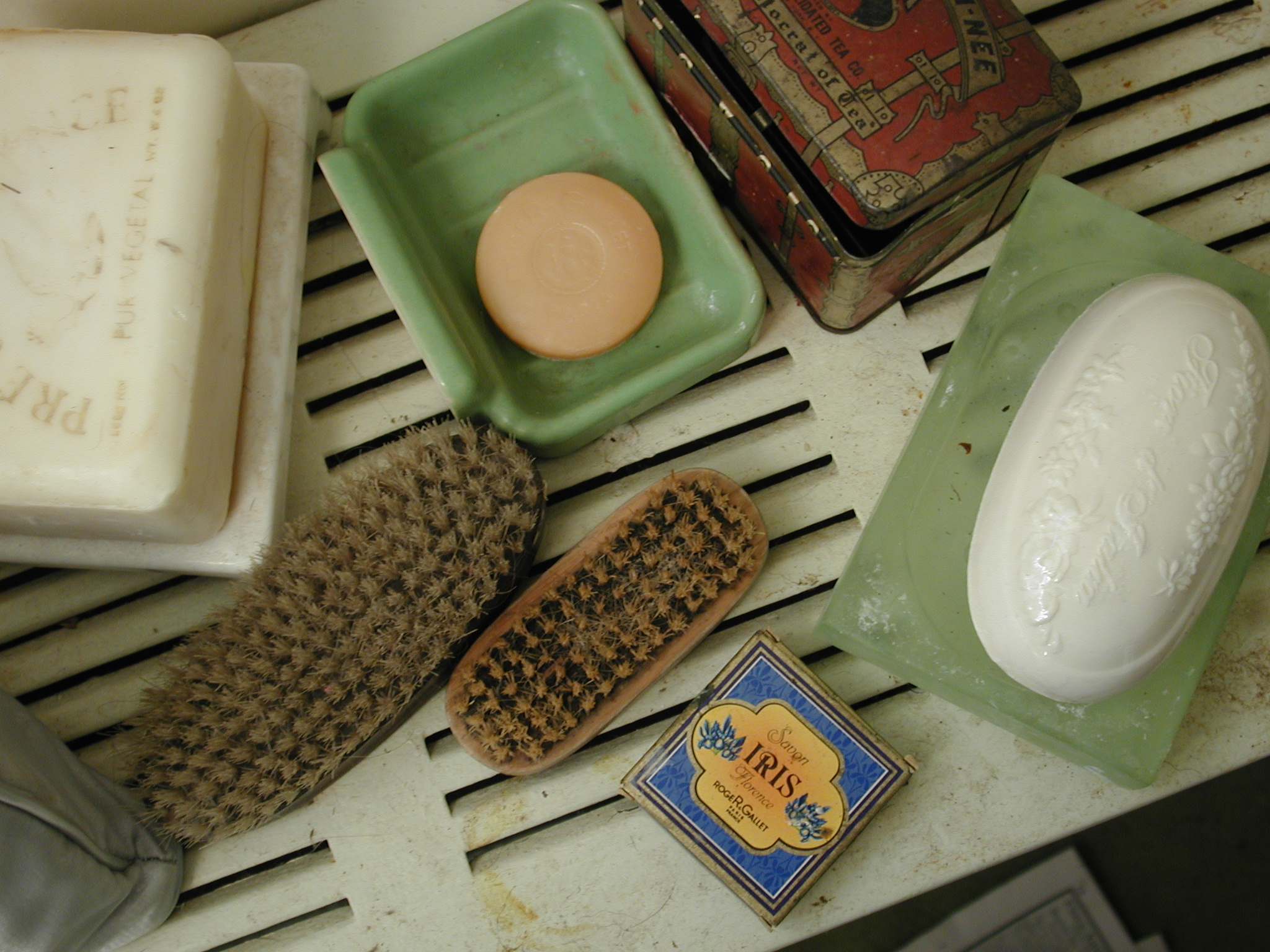
Des savons dans leur porte-savon
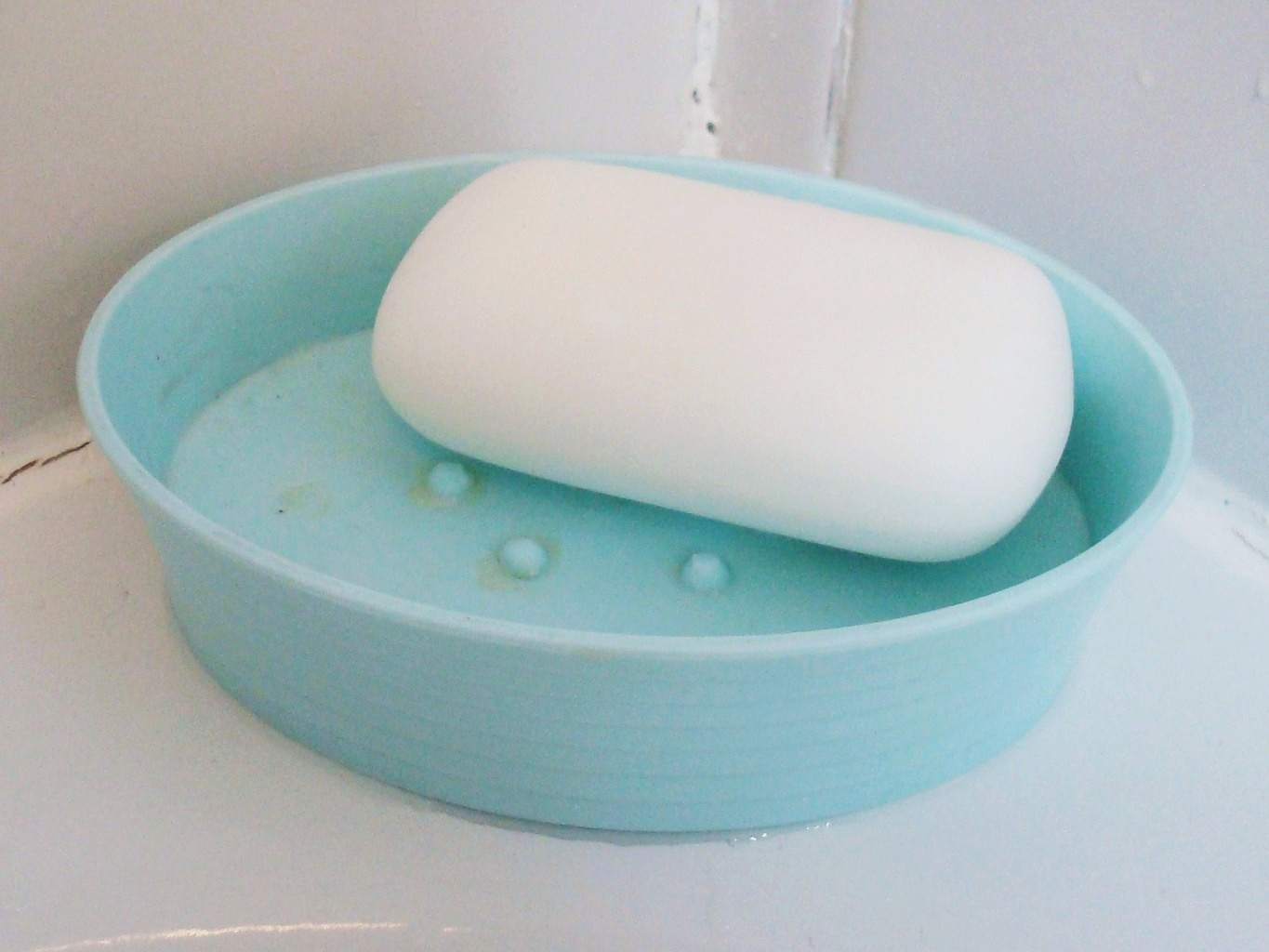
Porte-savon en plastique
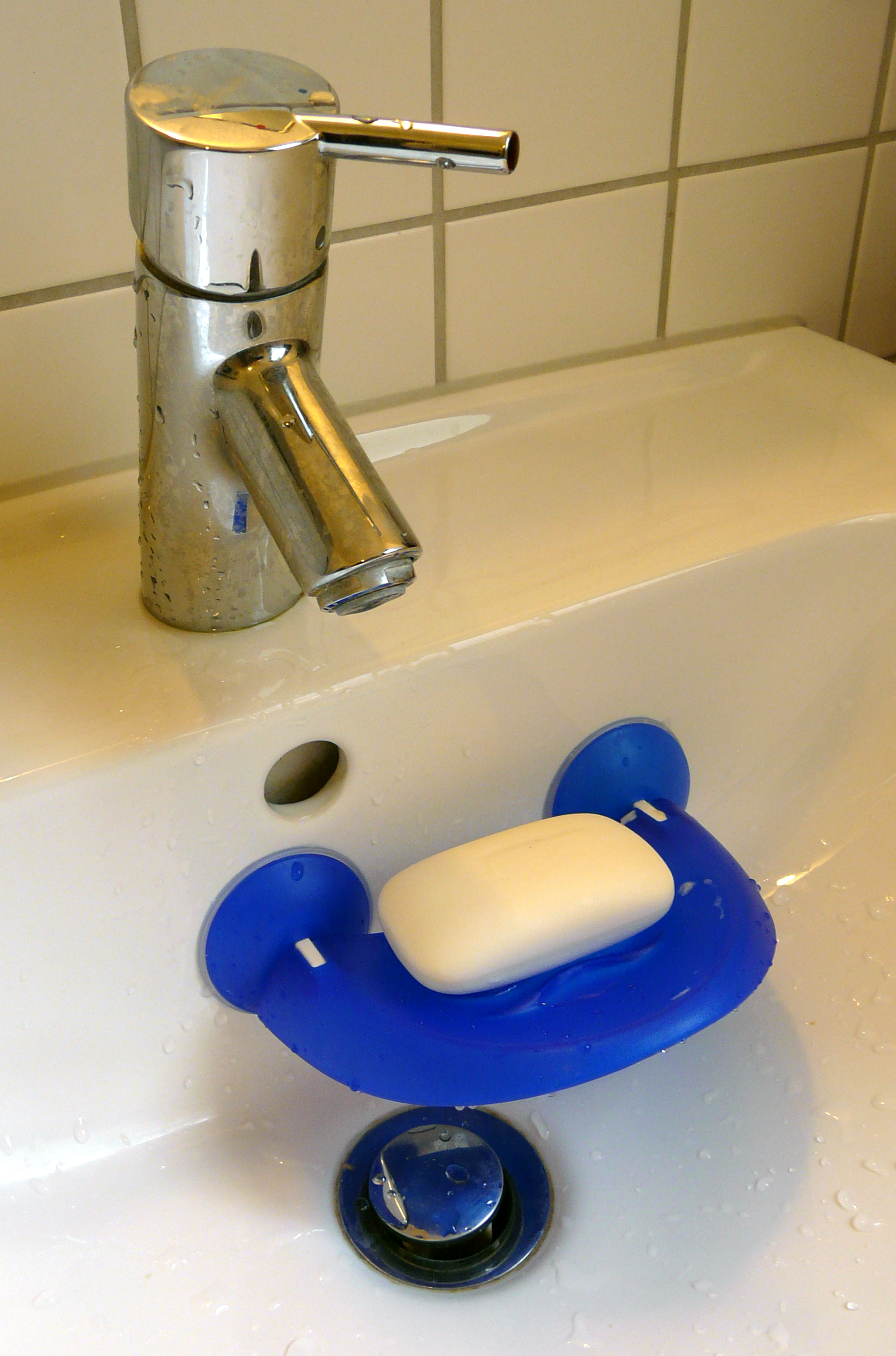
Porte-savon à ventouses
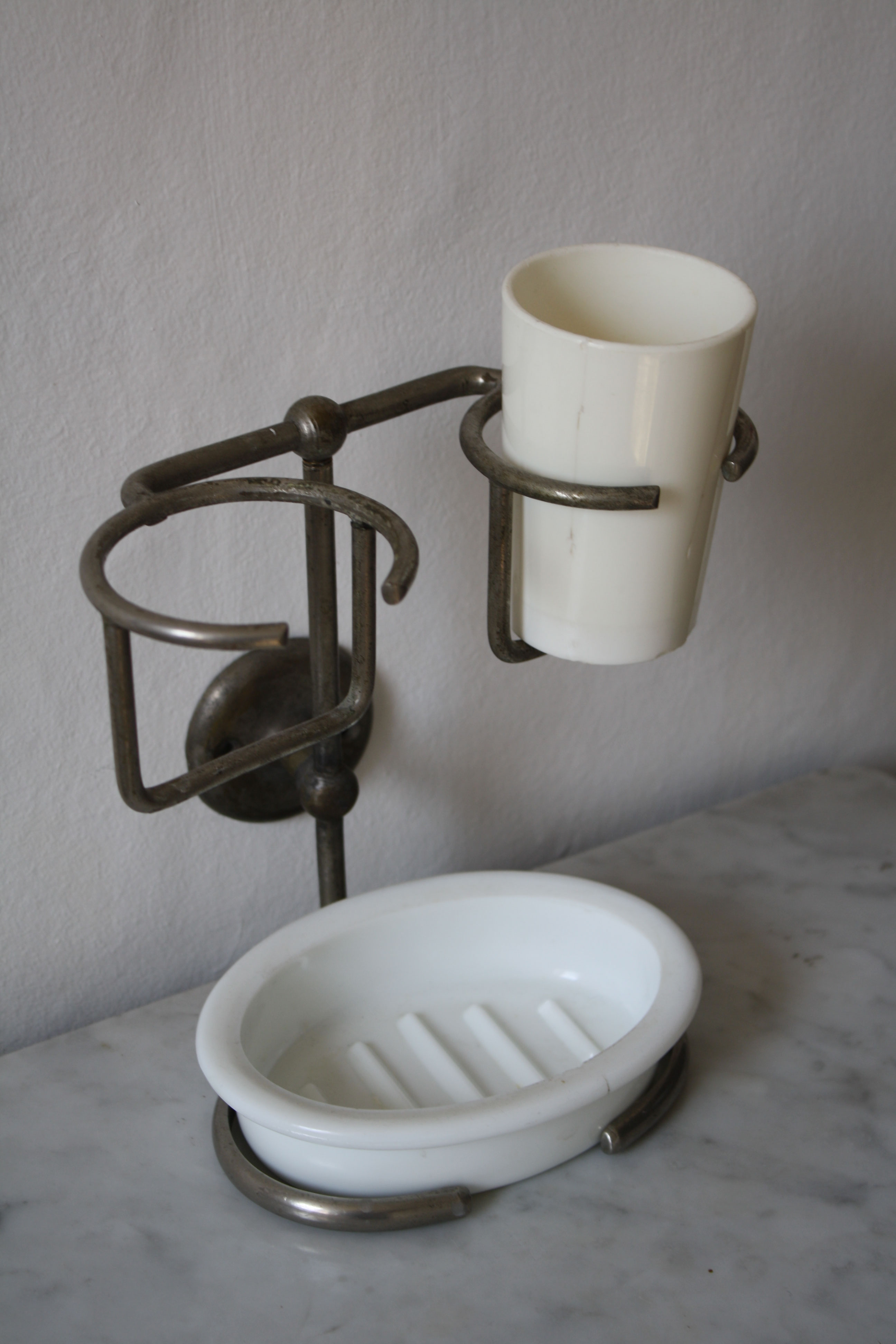
Porte-gobelet et porte-savon en acier et porcelaine.(Début XXe)
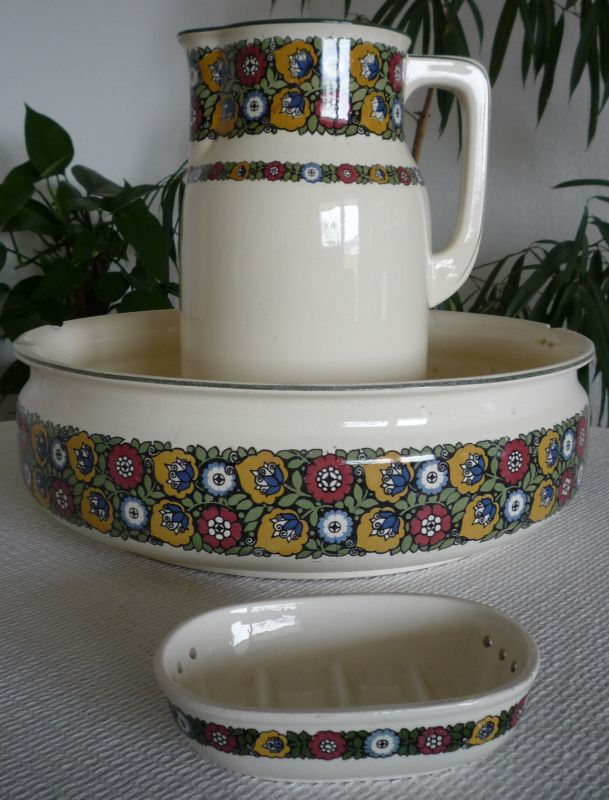
Villeroy & Boch, design "Drina". Porcelaine (Début XXe)